# Комиссаровка (Краснодонский район)
Комиссаровка (укр. Комісарівка) — село в Краснодонском районе Луганской области Украины. Под контролем самопровозглашённой Луганской Народной Республики.
Входит в Хрящеватенский сельский совет.

## География
Село расположено на реке под названием Луганчик (приток Северского Донца). Соседние населённые пункты: сёла Лысое, Белоскелеватое, Водоток, Габун на востоке, Огульчанск на северо-востоке, Валиевка, Вишнёвый Дол, Лобачёво и посёлки Новосветловка (все четыре ниже по течению Луганчика) на севере, Хрящеватое и город Луганск на северо-западе, село Терновое и посёлок Фабричное на западе, сёла Переможное на юго-западе, Видно-Софиевка, Новоанновка, Красное (выше по течению Луганчика) на юге, Катериновка и Придорожное на юго-востоке.

## Население
Население по переписи 2001 года составляло 229 человек.

## Общие сведения
Почтовый индекс — 94456. Телефонный код — 6435. Занимает площадь 2,105 км². Код КОАТУУ — 4421489307.

## Местный совет
94457, Луганская обл., Краснодонский р-н, пос. Хрящеватое, ул. Южная; тел. 99-5-21